# جووانی فیدانزا
جووانی فیدانزا (ایتالیایی: Giovanni Fidanza؛ زادهٔ ۲۷ سپتامبر ۱۹۶۵) دوچرخه‌سوار اهل ایتالیا است.